# Шанфлер
Шанфлер (фр. Champfleur) насеље је и општина у западној Француској у региону Лоара, у департману Сарт која припада префектури Мамер.
По подацима из 2011. године у општини је живело 1414 становника, а густина насељености је износила 85 становника/km². Општина се простире на површини од 13,14 km². Налази се на средњој надморској висини од 146 метара (максималној 197 m, а минималној 114 m).

## Демографија
| 1962. | 1968. | 1975. | 1982. | 1990. | 1999. | 2011. |
| ----- | ----- | ----- | ----- | ----- | ----- | ----- |
| 451   | 435   | 589   | 1.056 | 1.117 | 1.118 | 1.414 |

График промене броја становника у току последњих година